# Mackay Falls
Die Mackay Falls sind ein Wasserfall im Fiordland-Nationalpark auf der Südinsel Neuseelands. Er liegt im Lauf des Mackay Creek, der unweit hinter dem Wasserfall in südlicher Fließrichtung in den Arthur River mündet. Seine Fallhöhe beträgt rund 25 Meter.
Der Wasserfall befindet sich gegenüber der Boatshed Hut am Milford Track und ist von dieser zu Fuß in zwei Minuten erreichbar.